# Grunertshofen
Grunertshofen ist ein Gemeindeteil von Moorenweis im oberbayerischen Landkreis Fürstenfeldbruck. Das Pfarrdorf liegt circa drei Kilometer nördlich von Moorenweis.

## Geschichte
Grunertshofen war zu Beginn des 12. Jahrhunderts der Sitz eines edelfreien Geschlechts. Durch die Heirat der Lucia Grunhartzhoverin mit dem fränkischen Adeligen Hans von Egloffstein zu Bärenfels gelangte der Ort um 1400 an dieses Geschlecht. Nach dem Aussterben dieser Linie der Egloffsteins gelangte die Hofmark Grunertshofen an Georg und Hans von Murach zu Guteneck. Im Jahr 1563 erwarb Antonius Sytter, herzoglich bayerischer Pfleger zu Starnberg, die Hofmark.
Anlässlich der Gemeindegebietsreform in Bayern wurde die ehemals selbständige Gemeinde Grunertshofen am 1. Mai 1978 zu Moorenweis eingegliedert.

## Baudenkmäler
- Katholische Pfarrkirche St. Lorenz
- Schloss Grunertshofen